# Krystyna Roy
Krystyna Roy, słow. Kristína Royová (ur. 18 sierpnia 1860, Stará Turá, zm. 27 grudnia 1936 tamże) – jedna z najpoczytniejszych pisarek i poetek słowackich, myślicielka i diakonisa ewangelicka, działaczka ruchu abstynenckiego.
W swoich dziełach w prosty sposób potrafi przybliżyć przy pomocy słowa pisanego treści biblijne, etyczne i moralne.
W języku polskim ukazała się większość jej dorobku literackiego – n. p. Bez Boga na świecie, Szczęśliwy dzień wigilijny, Jak jaskółki powróciły do domu, Dziecko pijaka, Odszczepieńcy, Za wysoką cenę.

## Książki
- "Dziecko pijaka"
- "Szczęśliwe Święta Narodzenia Pańskiego"
- "Jak jaskółki powróciły do domu?"
- "Jak umierał Słowiczek"
- "Jak kropelka wędrowała?"
- "Dzieci domokrążców"
- "Sługa"
- "Piotruś"
- "Na wygnaniu"
- "Trzej koledzy"
- "Jak się naprawdę wzbogaci?"
- "Kiedy zniknął nie było pomocy"
- "W pewne ręce"